# Maxtaxa inom skolbarnsomsorgen och förskoleverksamheten i Sverige

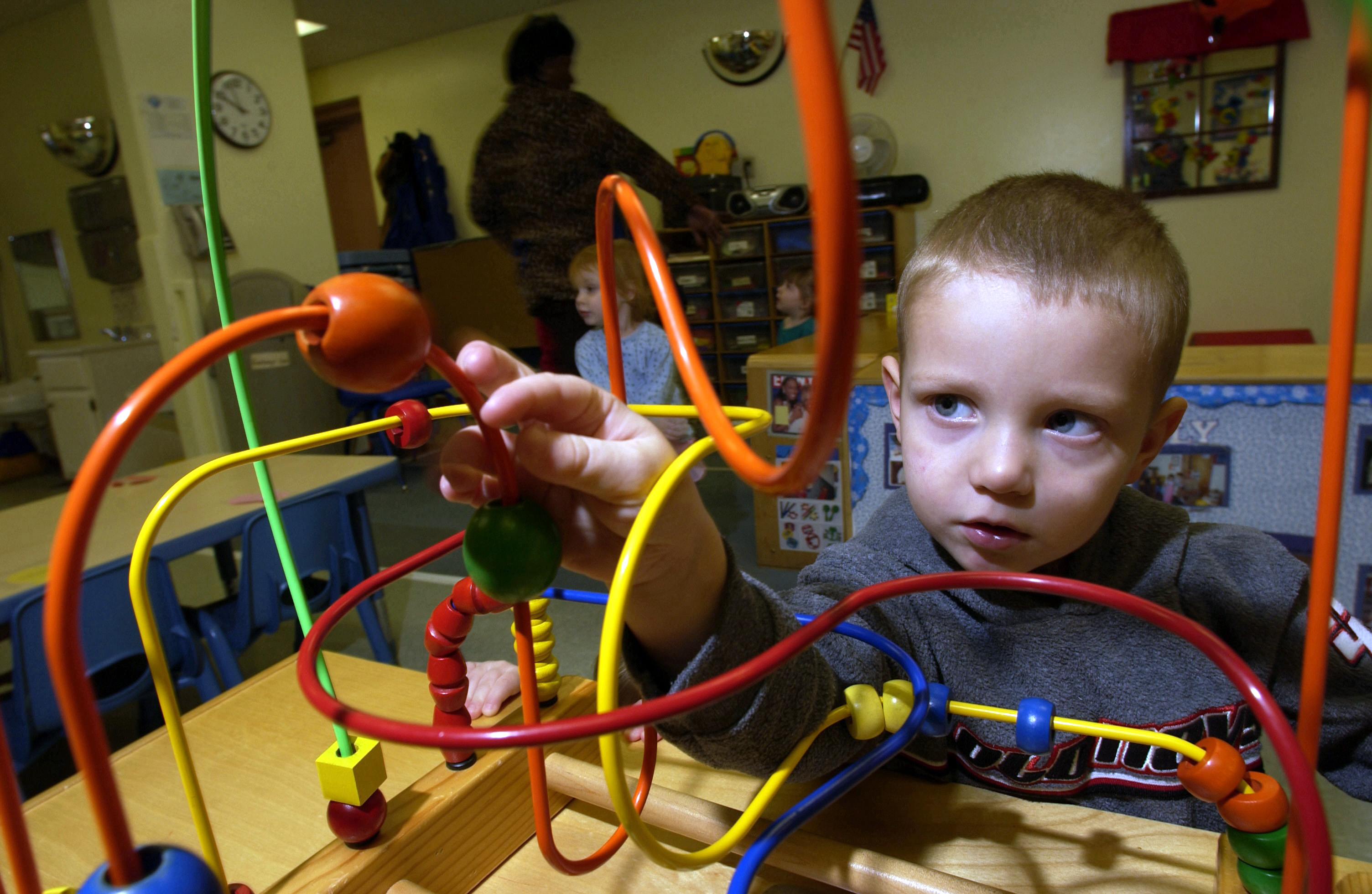
Det fanns flera anledningar till maxtaxan. En av anledningarna var att man ville uppfylla ett mål om att skapa förbättrad möjlighet till att bedriva pedagogisk verksamhet.

Maxtaxa inom skolbarnsomsorgen och förskoleverksamheten utreddes av  en tillsatt arbetsgrupp, U 1999:B, med uppgift att utarbeta ett förslag. Reformen lanserades av socialdemokraternas partiledare Göran Persson under valrörelsen 1998. Året därpå lämnade arbetsgruppen in betänkandet departementsserie 1999:53 till det skolpolitiskt ansvariga statsrådet Ingegerd Wärnersson.
Reformen om en maxtaxa inom skolbarnsomsorgen och förskoleverksamheten ingick som en del i ett större reformpaket uttryckt i regeringsproposition 1999/00:129, Maxtaxa och allmän förskola m.m. och maxtaxa infördes Sverige 1 januari 2002. Den innebar en ny typ av subvention av avgiftsbelagda offentliga tjänster inom barnomsorgen och förskolan genom ett avgiftstak, en så kallad maxtaxa. Tidigare fanns ingen lagstadgad högstanivå och målet var att på sikt skapa en allmän förskola utan avgifter.

## Bakgrund

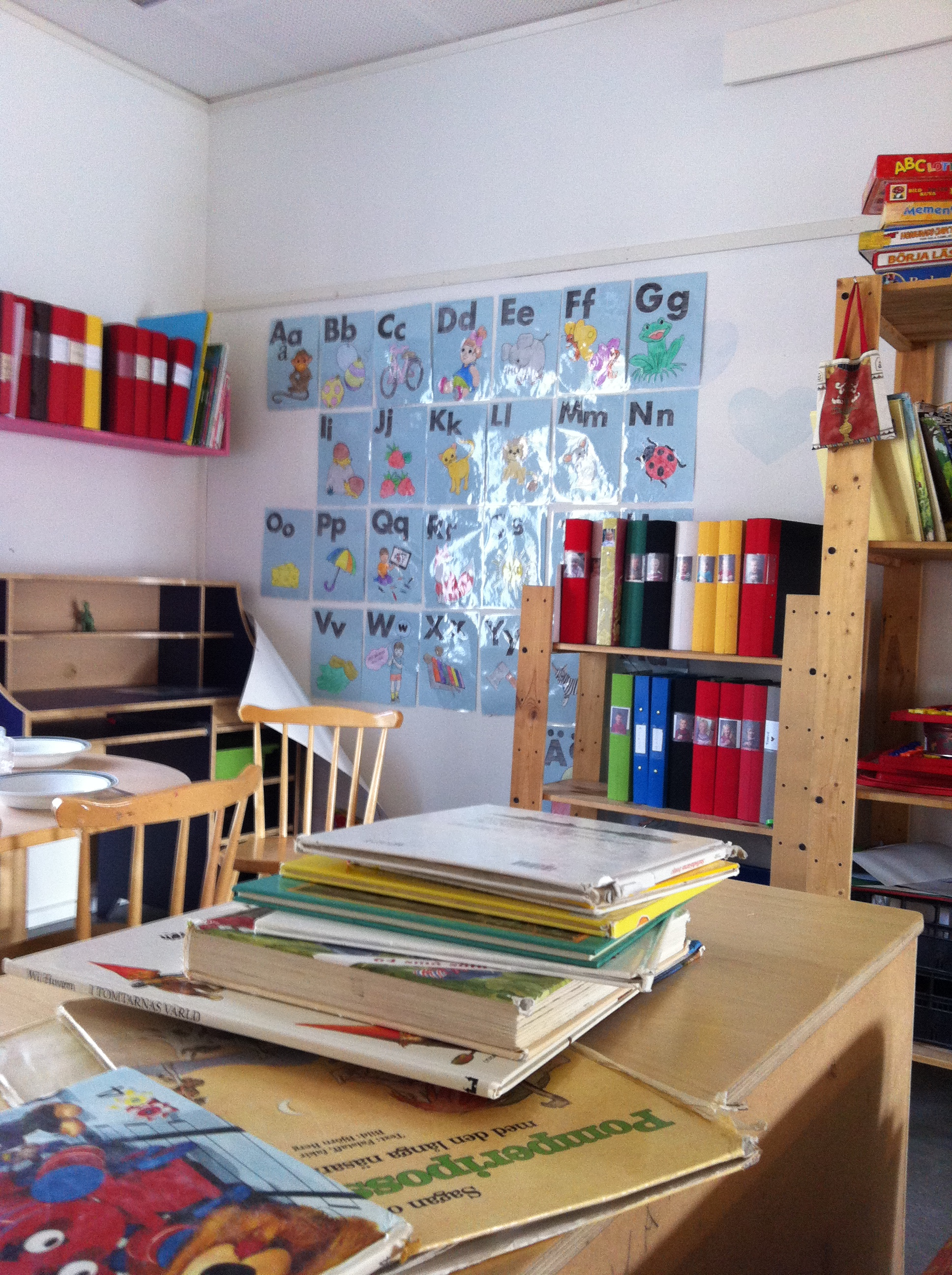
På bilden syns en läs- och skrivavdelning där barnen på förskolan lär sig alfabetet och bokstävernas utseende.

Sverige är ett utvecklat välfärdssamhälle med en historiskt omfattande fördelningspolitik vars målsättning har varit att utjämna människors skilda förutsättningar i livet. I detta har möjligheten till utbildning och tillgång till arbete varit en viktig del. I och med den stora utbyggnaden av skolbarnsomsorgen och förskoleverksamheten som genomfördes i mitten av 1990-talet, till följd av att Sveriges riksdag genom lag fastställt att barnomsorg måste finnas tillgängligt för barn till föräldrar som arbetar, studerar eller om barnet har behov av det, ökade tillströmningen av barn till verksamheten dramatiskt. Avgiften för den utbyggda servicen låg inom den kommunala kompetensen att besluta om, varför avgifterna för barnomsorgen och förskolan kom att bli allt högre med en stor mellankommunal variation; avgiften var avhängig i vilken kommun servicen konsumerades.
Regeringsförklaringen från 1996 angav att det livslånga lärandet skulle bli verklighet. I och med propositionen 1997/98:93 Läroplan för förskolan, där diskussionen om en allmän förskola startade på nytt, lyftes frågan om avgifterna upp på dagordningen. Regeringen konstaterade i propositionen att det fanns stora variationer mellan kommunernas avgiftsuttag, att de flesta kommuner använde sig av ett inkomstrelaterat avgiftssystem, samt att det förekommer att avgifterna för servicen var tidsrelaterad. Regeringen beskrev avgifternas storlek som intressanta att analysera utifrån perspektivet hur dessa påverkar nyttjandet av den offentliga servicen och hur det påverkar den pedagogiska verksamheten.
År 1999 genomförde Statens skolverk (Skolverket) en kartläggning av hur avgifterna föll ut i olika kommuner runtom i Sverige. Granskningen visade att en tvåbarnsfamilj med normal inkomst kunde få betala mellan 0 kronor och 4 200 kronor per månad för full barnomsorgstäckning under arbetsveckorna beroende på i vilken kommun den avgiftsbelagda offentliga servicen konsumerades. På grund av avgifterna valde många bort verksamheten, vilket inte stod i samklang med de reformer som syftat till att öka de pedagogiska ambitionerna inom barnomsorgen, något som innebär att barn får olika förutsättningar att klara sig senare inom skolan. Regeringen angav reformen som ett steg mot att all verksamhet skall vara "avgiftsfri samt tillgänglig och likvärdig för alla". Mot denna bakgrund uppstår propositionen Maxtaxa och allmän förskola m.m. och de första stegen mot en allmän och avgiftsfri förskola togs.

## Departementsserie 1999:53
Den 13 april 1999 inrättade regeringen en arbetsgrupp som hade till uppgift att utarbeta ett förslag till maxtaxa inom förskoleverksamheten och skolbarnsomsorgen och allmän förskola. Arbetsgruppen bestod av sakkunniga från Utbildningsdepartementet, Finansdepartementet och Näringsdepartementet som skyndsamt skulle utreda reformen för att redovisa slutsatserna senast i september samma år.
Arbetsgruppens direktiv bestod av fyra delar. För det första: att utreda konsekvenserna av ett införande av en maxtaxa ur ett barnperspektiv, att belysa de fördelningspolitiska och kommunalekonomiska aspekterna av reformen samt effekterna på sysselsättningen vid ett stegvist genomförande av reformen. För det andra: att utarbeta förslaget inom angivna budgetramar och de av regeringen uttalade önskade avgiftstaken, att maxtaxan bör vara frivillig för kommunerna men att tillhandahållandet av den allmänna förskolan bör utformas som en skyldighet, samt att arbetslösa skall erhålla rätten att nyttja förskoleverksamhet. För det tredje: att lämna förslag på hur kommunerna skall kompenseras ekonomiskt i ett för staten och kommunerna enkelt system. För det fjärde: att lämna förslag på hur uppföljningen av reformen skall genomföras med avseende på kvalitet, kommunernas ekonomi, fördelningspolitik och sysselsättning.
Vad gäller maxtaxan föreslog arbetsgruppen regeringen ett införande av maxtaxa i skolbarnsomsorgen och förskoleverksamheten. Avgiften skulle också reduceras för varje barn som konsumerade tjänsten: enligt förslaget skulle avgifterna för det första barnet maximalt ligga på 500 kronor per barn och månad för barn i skolbarnsomsorgen och på 700 kronor per barn och månad för barn inom förskoleverksamheten. För barn nummer två föreslogs avgiften hamna på 300 kronor respektive 500 kronor, och för barn nummer tre på 150 kronor respektive 300 kronor. Vidare föreslogs att det ska införas en allmän och avgiftsfri förskola som skall omfatta minst 525 timmar per år.

## Proposition 1999/00:129
Den 25 maj 2000 presenterade regeringen sin proposition Maxtaxa och allmän förskola m.m. som hade fyra överordnade mål:
- Ökad tillgänglighet
- Förbättrad möjlighet till att bedriva pedagogisk verksamhet
- Ekonomisk standardhöjning för barnfamiljer
- Påverka sysselsättningsgraden och arbetskraftsutbudet.

Redan 1996 hade regeringen deklarerat utbildningspolitiska målet om att det livslånga lärandet skulle omfatta alla och verka som en konkurrenshöjande fördel för Sverige som nation jämte omvärlden; kompetens blir ett konkurrensmedel som garanteras genom en hög kvalitet i hela utbildningsledet, och ingen skulle bli utestängd.

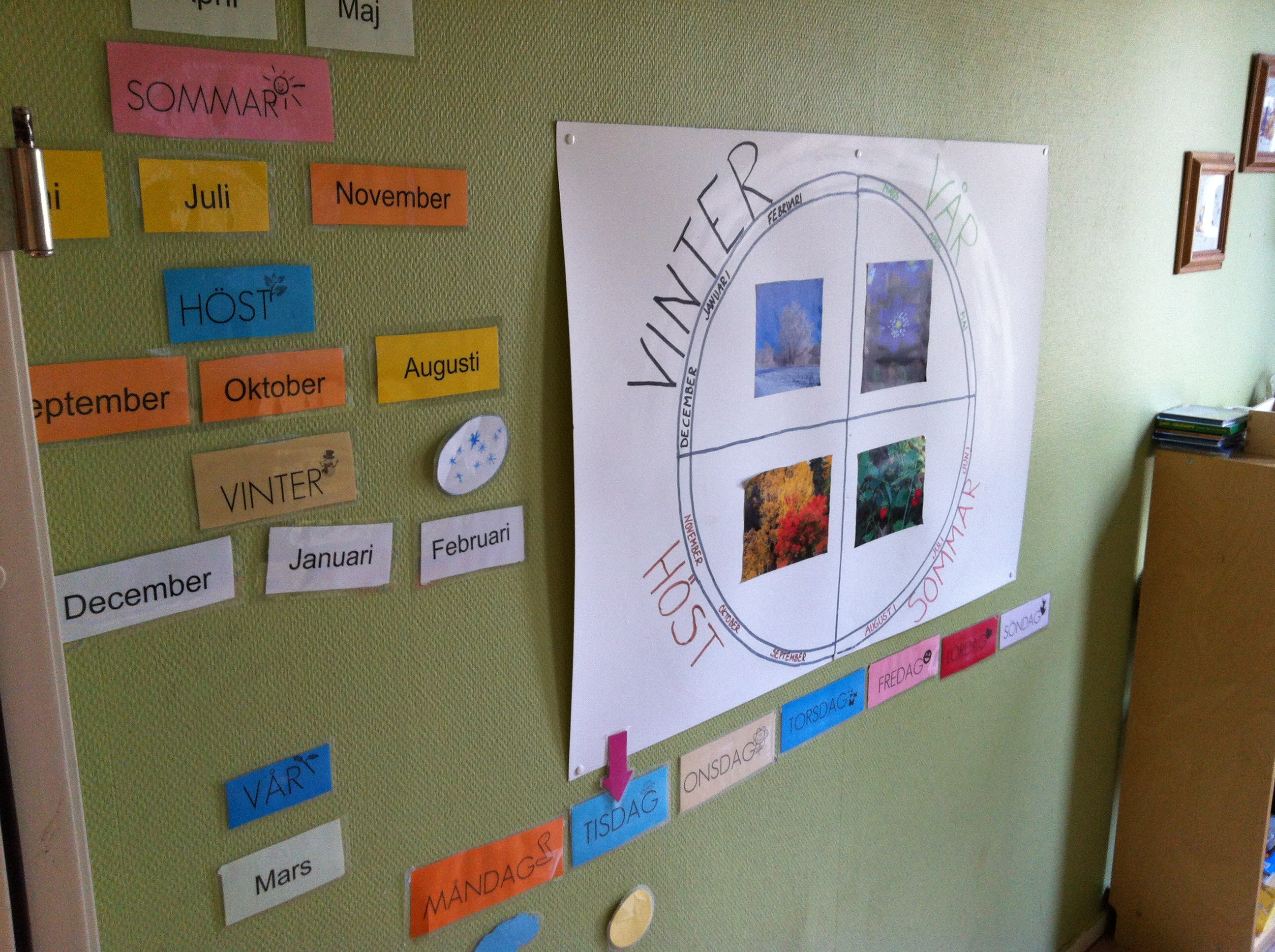
På bilden syns ett projekt där barn följer årets månader och vilken årstid månaden tillhör. Utöver det lär sig barnen veckans dagar och hur orden ser ut.

Åsikten från regeringen var att maxtaxan var en tillväxtreform som syftade till att förstärka köpkraften hos hushåll med barn, men även att barn till arbetslösa inte utestängs från det pedagogiska arbetet som finns inom barnomsorgen. Argumenten för en maxtaxa var även att undvika att den pedagogiska verksamheten skulle bli alltför uppsplittrad. De tidsrelaterade taxorna innebar att föräldrar med små marginaler inte tillät sina barn att delta fullt ut i aktiviteterna på grund av att de inte hade råd. I propositionen framhålls förskoleverksamhetens sörjande och pedagogiska ansvar för det enskilda barnets utveckling och lärande, och vikten att stärka kopplingen till det övriga utbildningssystemet. Barnomsorgen menar regeringen borde bli en del av den generella välfärden som exempelvis skolan och sjukvården.
I propositionen föreslår regeringen ett införande av en maxtaxa i skolbarnsomsorgen och förskoleverksamheten. Avgiften skulle bli i enlighet med arbetsgruppens förslag om en reduktion för var barn som konsumerade tjänsten men avgiften lades på en högre nivå. Enligt propositionen skulle avgifterna för det första barnet maximalt ligga på 760 kronor per barn och månad för barn i skolbarnsomsorgen och på 1 140 kronor per barn och månad för barn inom förskoleverksamheten. För barn nummer två föreslogs avgiften hamna på 380 kronor respektive 760 kronor, och för barn nummer tre på 380 kronor respektive 380 kronor. Det fjärde barnet blev enligt propositionen avgiftsfritt.
Regeringens mål med reformen var att ingen skulle förlora på att maxtaxan införs varför bland annat en fortsatt tidsreglering av taxorna, avgiftsnedsättningar, flerbarnsrabatter och nolltaxa fortsatt skulle vara tillåten. Reformen var tänkt att garantera ett tak för vad avgiften maximalt fick bli och kommunerna kompenseras ekonomiskt genom statsbidrag. Maxtaxan regleras i förordningen (2001:160) om statsbidrag till kommuner som tillämpar maxtaxa inom förskolan och fritidshemmet. Där framgår bl.a. att en kommun enligt föreskrifterna i förordningen kan "få statsbidrag om en viss högsta avgift (maxtaxa) tillämpas för plats i förskola eller fritidshem".

### Remissinstanser
Till departementsserien som utgör grunden för propositionen inkom totalt 116 svar; 80 stycken yttranden från 86 stycken hemställda remissinstanser och 36 stycken spontana yttranden. Remissinstanserna bestod av enskilda kommuner, statliga myndigheter såsom Arbetsmarknadsstyrelsen (AMS), Riksrevisionsverket (RRV), Ekonomistyrningsverket (ESV) med flera, fackliga organisationer såsom Landsorganisationen i Sverige (LO), Tjänstemännens Centralorganisation (TCO), Lärarnas Riksförbund (LR) med flera, och övrigt såsom Svenska kyrkan, Riksförbundet Hem och Skola, Svenska Arbetsgivareföreningen (SAF, nuvarande Svenskt Näringsliv).
Överlag mottogs förslaget från arbetsgruppen positivt av det stora flertalet remissinstanser. Nära samtliga remissinstanser var positiva till de delar som rörde allmän förskola och att arbetssökandes barn skulle beredas plats inom verksamheten, men när det kom till maxtaxan fanns det något fler kritiska synpunkter, dock med flertalet positiva. Exempelvis LO, Svenska kommunförbundet och Skolverket tillstyrkte reformen och menade att reformen skulle innebära att barn i familjer med små marginaler kommer att kunna tillgodogöra sig barnomsorgen och att den riktade reformen mot barnfamiljer kan stärka valfriheten för föräldrarna. Reformen avstyrks emellertid av Nacka kommun och Järfälla kommun som menar att den skulle innebära negativa ekonomiska konsekvenser. Kritik kom också från RRV och ESV på grund av vad de menade var brister i utredningen kring de kommunekonomiska konsekvenserna.
Bland annat Svenska kommunförbundet tog i sitt remissvar upp frågan om det kommunala självstyret och tillstyrkte vikten att reformen skulle vara frivillig att genomföra men att det i praktiken kommer att bli svårt att stå utanför. RFV och Socialstyrelsen menade att reformen fördelningspolitisk inte är nog träffsäker eftersom ett flertal av dem som ligger under taket på 700 kronor är ensamstående föräldrar varför ett lägre tak för dessa bör diskuteras. De fackliga organisationerna lyfte kritik att avgiftsnivåerna kunde skapa höga trösklar i övergången från arbetslöshet till arbete eller från deltid till heltid. SAF såg en fara i att reformen kunde medföra att kommuner tvingades höja kommunalskatten.

## Utskottsbetänkade 2000/01:UbU5
Utbildningsutskottets betänkande 2000/01:UbU5 behandlar proposition 1999/00:129 och frågan om maxtaxan under rubriken Maxtaxa inom förskoleverksamhet och skolbarnsomsorg. Utskottets majoritet bestående av socialdemokraterna (s), vänsterpartiet (v) och miljöpartiet (mp) tillstyrkte regeringens proposition och menade angående maxtaxan att låga och enhetliga avgifter kommer medföra att barns närvarotider blir mindre splittrade, något som skulle underlätta den pedagogiska verksamheten, samt att lägre avgifter kommer innebära betydande ekonomiska lättnader för barnfamiljer och att procenttaken för vad varje familj är tvungen att betala även ger att de med de lägsta inkomsterna får del av reformen.

### Motion i frågan om maxtaxa
I frågan om maxtaxa inkom endast de borgerliga partierna med motioner. I en flerpartimotion (1999/2000:Ub43) av Moderata samlingspartiet (m), Kristdemokraterna (kd), Centerpartiet (c) och Folkpartiet liberalerna (fp) yrkade partierna avslag på förslaget om maxtaxa, som de menar är ett orättvist förslag, med ett tvång mot föräldrarna som innebär att de måste välja en viss form av barnomsorg. Partierna hänvisar också till det kommunala självstyret som de menar kringskärs med förslaget samt att kvaliteten i verksamheten och kommunens övriga verksamhet äventyras. Partierna föreslår istället ett barnomsorgskonto på 40 000 kronor per barn som skall syfta till valfrihet för föräldrarna som därför kan välja barnomsorg, gå ner i arbetstid eller vara helt hemma med barnen. Partierna föreslår även en avdragsrätt för kostnadsstyrkt barnomsorg på 50 000 kronor per barn och år.

### Reservation i frågan om maxtaxa
Partierna bakom flerpartimotionen inkom med en gemensam reservation i frågan om maxtaxa. Partierna menar att förslaget är ofullständigt och lämnar frågor om finansieringen obesvarade genom att den inte ger svar på hur en ökad efterfrågan skall hanteras. Vidare menar partierna att den är orättvis och har en sned fördelningspolitisk profil eftersom den endast ger en marginell förbättring för familjer med låga inkomster men ger en betydande ekonomisk lättnad till familjer med höga inkomster. Partierna anser därtill att reformen är ett ingrepp i den kommunala självstyrelsen och äventyrar kvaliteten inom den kommunala verksamheten. Genom reservationen pläderar de att riksdagen skall bifalla motion 1999/2000:Ub43.

## Riksdagens behandling

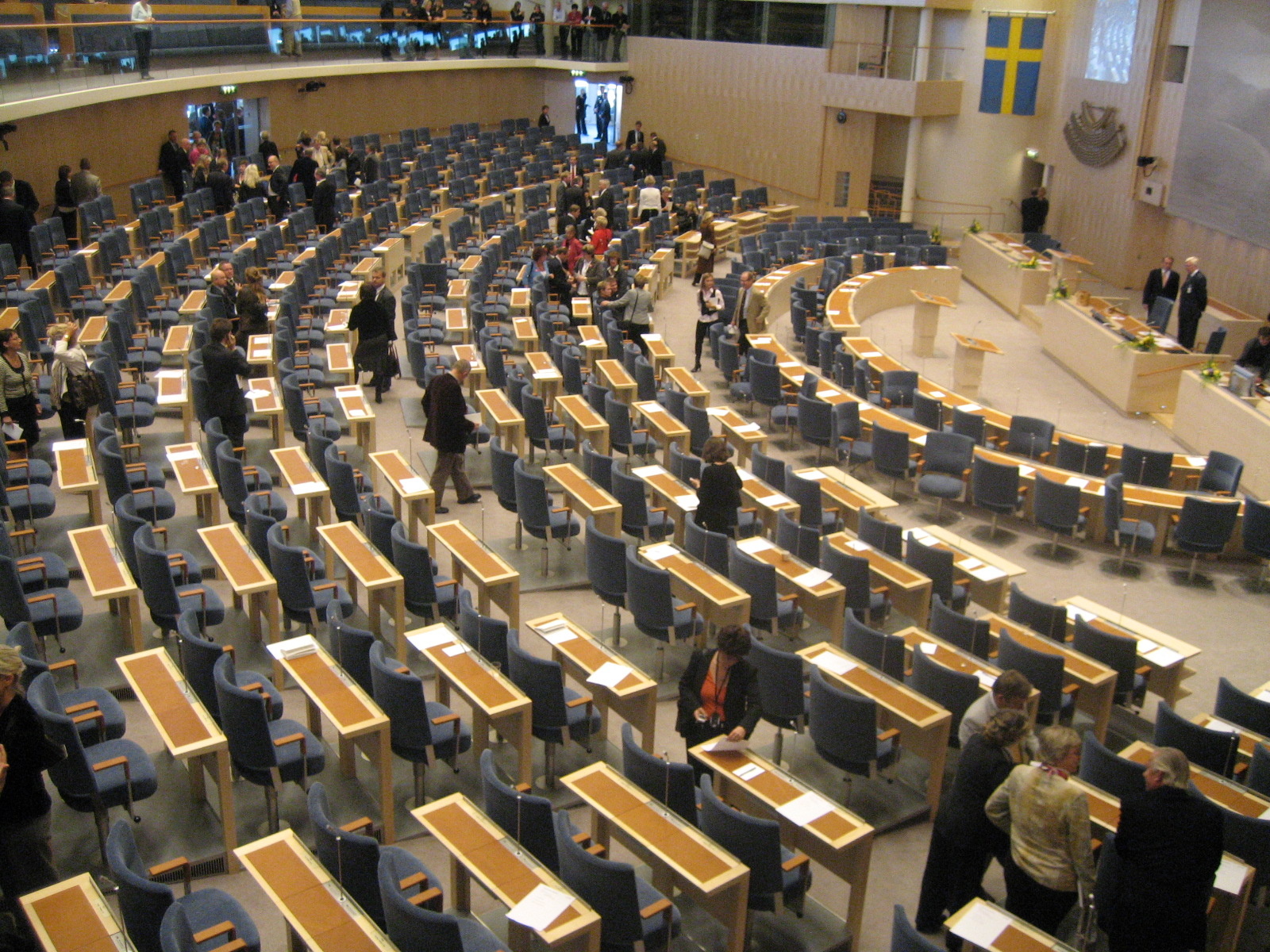
Riksdagens plenisal (kammaren). I plenisalen genomförs riksdagens debatter och omröstningar.

Fredagen den 24 november 2000 sammanträdde riksdagen till beslut i frågan om proposition 1999/00:129 som hade slutdebatterats dagen innan. Vid voteringen utföll 170 röster för utskottet hemställan mot 140 för reservationen i frågan om maxtaxa inom barnomsorgen.
| Parti              |  | s   |  | v  |  | mp |  | fp |  | c  |  | kd |  | m  |
| Bifall utskottet   |  | 120 |  | 35 |  | 15 |  | -  |  | -  |  | -  |  | -  |
| Bifall reservation |  | -   |  | -  |  | -  |  | 12 |  | 16 |  | 38 |  | 74 |
| Frånvarande        |  | 11  |  | 8  |  | 1  |  | 5  |  | 2  |  | 4  |  | 8  |

## Utvärdering
Ansvaret för utvärderingen av maxtaxa inom skolbarnsomsorgen och förskolan ankom på Skolverket att utreda. I utredningen som presenterades i rapporten Fem år med maxtaxa framställs fyra fokusområden för utvärderingen: (1) ökad tillgänglighet, (2) förbättrad möjlighet till pedagogisk verksamhet, (3) ekonomisk standardhöjning för barnfamiljer och (4) att påverka sysselsättningsgraden och arbetskraftsutbudet.

### Ökad tillgänglighet
I rapporten från Skolverket konstateras att reformen inneburit en högre utbyggnadstakt av förskolor och fritidshem mellan åren 2001 och 2006, men främst under åren 2001 och 2002. Däremot verkar maxtaxan inte haft någon större påverkan på närvarotiden och även om närvarotiden för barn till föräldralediga och arbetslösa ökat menar Skolverket i rapporten att det beror på den ökade tillgängligheten snarare än avgiftssystemet.
Skolverket är av uppfattningen att reformen sammantaget utifrån ett tillgänglighetsperspektiv är lyckad men har också inneburit försämrad tillgänglighet till fritidshem för barn till arbetslösa och föräldralediga, som 2006 låg på samma nivå som 1995.

### Förbättrad möjlighet till pedagogisk verksamhet
Skolverket menar att det inte går att bedöma den förbättrade möjligheten till pedagogisk verksamhet endast utifrån att en maxtaxa har införts. Maxtaxan har inneburit en nästan fullt utbyggd förskoleverksamhet men att intentionerna i skollag och läroplan är viktiga att beakta och är oberoende av en maxtaxa.

### Ekonomisk standardhöjning för barnfamiljer
Skolverket konstaterar att de som tidigare hade högst avgifter har tjänat mest på reformen men menar samtidigt att konsumtionsutrymmet för nästan alla barnfamiljer märkbart ökat där endast en del utgörs av införandet av maxtaxan; höjd disponibel inkomst, lägre skatt, höjt barnbidrag och höjda reallöner anges som andra faktorer. Skolverket gör därför bedömningen att reformen har haft avsedd verkan vad gäller barnfamiljernas ekonomiska situation.

### Påverkan på sysselsättningsgraden och arbetskraftsutbudet
Maxtaxans påverkan på sysselsättningen och arbetskraftsutbudet bedöms som obefintliga av Skolverket efter att ha tagit del av statistik från Institutet för arbetsmarknadspolitik. Skolverket menar att en trolig förklaring beror på att ur perspektivet sysselsättning och arbetskraftsutbud var förskoleverksamheten och skolbarnsomsorgen fullgott utbyggd.